# 840
840 (DCCCXL) fue un año bisiesto comenzado en jueves del calendario juliano, en vigor en aquella fecha.

## Acontecimientos
- 4, 11, 18 o 25 de junio: un terremoto sacude la provincia turca de Erzurum matando a unas 200 personas.
- Normandos - Desembarcan en Irlanda.
- Galicia - Campaña infructuosa contra Galicia al mando personal de Abderramán II.

## Nacimientos
- 19 de enero: Miguel III, emperador bizantino.
- Wilfredo el Velloso.

## Fallecimientos
- San Agobardo.
- Ludovico Pío, emperador romano de Occidente y rey de los francos.